# Teágenes de Tasos
Teágenes de Tasos (en griego: Θεαγένης ο Θάσιος, romanizado: Theagénis o Thásios) fue un atleta griego nativo de Tasos, hijo de Timóstenes. Fue famoso por su extraordinaria fuerza y rapidez. Los tasios decían que Teágenes no era hijo de Timóstenes, sino que este era sacerdote de Heracles Tasio, y el espíritu del héroe con la apariencia de Timóstenes yació con la madre de Teágenes.
A los nueve años, yendo desde la escuela a su casa, a Teágenes le gustó la imagen de bronce de un dios que estaba ofrendada en el ágora, tiró de ella y, echándose al hombro la pesada estatua  se la llevó a su casa. Destacó en toda clase de deportes atléticos, y obtuvo diversas victorias en los Juegos: en los Olímpicos (480 a. C.), en  los Píticos tres victorias en el pugilato, nueve en los Nemeos y diez en los Ístmicos entre el pugilato y el pancracio. 
En Ftía (Tesalia), se propuso distinguirse en otras disciplinas distintas al pugilato y al pancracio y venció en la carrera larga (dólico). Obtuvo en total 1400 coronas.
Pausanias informa de que en la 74.ª Olimpiada (484  a. C.) venció en el pugilato a Eutimo, pero en el pancracio no recibió la corona de olivo, porque los helanódicas dictaminaron que en la competición de pugilato había maltratado a aquel y le impusieron una multa de un talento. Pagó el dinero en la 76.ª Olimpiada (480  a. C.) En el 478  a. C. obtuvo una victoria en el pancracio.
También era famoso por su enorme apetito: Ateneo cuenta que devoró un buey él solo.

## Estatua y muerte
Una curiosa historia se narra sobre una estatua de Teágenes hecha por Glaucias de Egina: Cuando Teágenes murió, uno de sus enemigos en vida pasó toda la noche junto a la estatua de Teágenes y la azotó como si estuviera maltratando al propio Teágenes. La estatua cayó sobre él y murió. Los hijos del muerto acusaron judicialmente a la estatua de asesinato. Los de Tasos la arrojaron al mar de acuerdo con las leyes de Dracón que disponían el destierro a los objetos inanimados que al caer matasen a un hombre.
Como la tierra de los tasios dejó de dar frutos, la Pitia de Delfos les ordenó mediante un oráculo que recuperasen las estatua de Teágenes. Unos pescadores la cogieron con la red y los tasios la ofrendaron en el lugar donde se erigía originalmente y en lo sucesivo le hacían sacrificios como a un dios. Muchas otras estatuas fueron erigidas en otros lugares, y se decía que Teágenes sanaba enfermedades y recibía por ello honores de los nativos.
Según Plutarco (Moralia), el oráculo dijo:
Has olvidado al ilustre Theagenes, 

Cuyas famosas hazañas ilustraron la arena. 

Por un injusto decreto injustamente condenado, 

bajo las olas del mar está enterrado.